# Fatman Scoop
Fatman Scoop, właściwie Isaac Freeman III (ur. 6 sierpnia 1968 w Nowym Jorku, zm. 30 lub 31 sierpnia 2024 w Hamden) – amerykański raper i producent muzyczny.

## Dyskografia

### Albumy studyjne
| Rok  | Dane dot. albumu          |
| ---- | ------------------------- |
| 2003 | Party Breaks - Format: CD |
| 2006 | In the Club - Format: CD  |

### Albumy kompilacyjne
| Rok  | Dane dot. albumu                                                                                          |
| ---- | --- |
| 2003 | Fatman Scoop’s Hottest - Wydany: 10 października 2008 - Wytwórnia: AV8 Records - Format: Digital download |

### Single
| Rok                            | Tytuł                                            | Najwyższe pozycje na listach | Najwyższe pozycje na listach | Najwyższe pozycje na listach | Najwyższe pozycje na listach | Najwyższe pozycje na listach | Najwyższe pozycje na listach | Najwyższe pozycje na listach | Najwyższe pozycje na listach | Najwyższe pozycje na listach | Najwyższe pozycje na listach | Najwyższe pozycje na listach | Album        |
| Rok                            | Tytuł                                            | GBR                          | IRL                          | DNK                          | GER                          | SWI                          | AUT                          | NLD                          | BEL (FLA)                    | BEL (WAL)                    | FRA                          | AUS                          | Album        |
| ------------------------------ | ------------------------------------------------ | ---------------------------- | ---------------------------- | ---------------------------- | ---------------------------- | ---------------------------- | ---------------------------- | ---------------------------- | ---------------------------- | ---------------------------- | ---------------------------- | ---------------------------- | ------------ |
| 2003                           | „Be Faithful” (feat. The Crooklyn Clan)          | 1                            | 1                            | 4                            | 28                           | 15                           | 46                           | 30                           | 11                           | 12                           | 13                           | 5                            | Party Breaks |
| 2003                           | „It Takes Scoop” (feat. The Crooklyn Clan)       | 9                            | –                            | –                            | –                            | 33                           | –                            | –                            | 44                           | –                            | –                            | 23                           | –            |
| 2006                           | „U Sexy Girl”                                    | –                            | –                            | –                            | –                            | –                            | –                            | –                            | –                            | –                            | –                            | –                            | –            |
| 2008                           | „Celebrate EuroCup 2008”                         | –                            | –                            | –                            | –                            | –                            | –                            | –                            | –                            | –                            | –                            | –                            | –            |
| 2009                           | „Celebrate”                                      | –                            | –                            | –                            | –                            | –                            | –                            | –                            | –                            | –                            | –                            | –                            | –            |
| 2009                           | „New Year’s Anthem” (DJ Class & The Disco Fries) | –                            | –                            | –                            | –                            | –                            | –                            | –                            | –                            | –                            | –                            | –                            | –            |
| 2010                           | „Freak Show” (& Rico Davis)                      | –                            | –                            | –                            | –                            | –                            | –                            | –                            | –                            | –                            | –                            | –                            | –            |
| 2011                           | „Just a Little Bit” (& Claudia)                  | –                            | –                            | –                            | –                            | –                            | –                            | –                            | –                            | –                            | –                            | –                            | –            |
| „–” pozycja nie była notowana. |                                                  |                              |                              |                              |                              |                              |                              |                              |                              |                              |                              |                              |              |